# Турековац
Турековац или Турковце (колоквијалан назив у селу) је насељено место града Лесковца у Јабланичком округу. Према попису из 2022. било је 1.272 становника.
Овде се налази Црква Сабор светих апостола у Турековцу.

## Историја
Није познато која су се племена Јужних Словена и где тачно насељавала и размештала на овим просторима. У 9. века овај део Поморавља заузели су Бугари, па је тај део и био у саставу бугарске државе, под царем Симеуном. Под влашћу Бугара стално су избијали сукоби између српског и бугарског живља, па је то утицало на честа досељавања и расељавања. У 10. веку поново се вратила византијска власт, која је држала ово подручје до Стефана Немање. У другој половини 12. века византијески цар Манојло посетио је Ниш и позвао Стефана Немању, жупана српског, на виђење и разговор. „Немања се допаде Манојлу са памети и своје добре нарави, те му цар у знак пријатељства поклони Дубочицу са широком околином њеном”. Према неким подацима, Дубочица је припала Стефану Немањи 1165. године, као чисто српска област. Нема података о томе од ада је ова област била чисто српска, али је сигурно да су Срби били овде много пре ових догађаја, сукоба између Бугара и Грка. Према неким ауторима, Турековац је, као и још доста места у Србији, зооним, јер је у основи речи назив животиње - тур - који представља родоначелника врсте, односно претка домаћег говечета. Иако је у доба стварања српске средњовековне државе ово дивље говече већ било изумрло, вероватно су, од вишегодишњег присуства, остали трагови у овим крајевима, који су у време насељавања били под пашњацима и шумом. Могуће је да су ти трагови овде били најизразитији, или је пак ово село најраније засељено, па је и добило назив Турковце.
Као други могући период насељавања наводи се половина 15. века. Иако је Косовски бој био 1389. године, када су Турци освојили Косово и тај део Србије, ове крајеве освојили су много касније. Преко Прокупља, заузели су Ниш крајем 14. века, а Лесковац са околином тек 1455. године. Наводи се да је српски живаљ после овога масовно исељавао са простора Новог Брда и насељавао родне ветерничке и јабланичке крајеве. Као пример такве сеобе и бежања српског народа на север помиње се сеоба становништва из села Војловца у околину Јагодине и Панчева где је подигнут манастир Војловица. Почетком 16. века, тачније 1516. године турске власти су радиле сумарни попис села нахије Дубочица, у ком се не налази село Турковце, али је могуће да је забележено под другим именом. Међутим, Лесковац је од 1455. године био у саставу Крушевачког санџака, који је у то време имао 10 нахија и 5 кадилука. Највећа нахија била је лесковачка, са 28 села. Известан број села био је укључен и у такозване тимаре. То су била турска феудална добра - имања која су имала до 20.000 акчи. Тимарима су управљале спахије, што значи да је имање било власништво господара, а сељаци су радили на њему и издржавали своје породице, са обавезом да плаћају и спахији и султану. У турском попису из 1516. године наведено је више села која су била у саставу тимара, а међу њима је било и село “Турјаковци”. Село Турјаковци је према попису имало 92 домаћинства. После овог пописа, дошло је до смањења броја домаћинстава - затварања или великог напуштања и премештања села - углавном због појаве куге и других разлога. Тада је број домаћинстава био смањен на 59, али се крајем 16. века поново повећао на 77 домаћинстава. Сходно томе да је 1516. године у Турековцу, односно Турјаковцу, било 92 домаћинства, сигурно је да је за тај број требало да прође доста година, јер је мало вероватно да одједном дође из других крајева и насели се толики број домаћинстава. Да су се домаћинства умножавала - сигурно је, али и за то је био потребан мало дужи временски период. Све ово упућује на закључак да је село одавно настањено, вероватно још пре 12. века.
После овога село се не помиње ни у каквој литератури све до половине 19. века. Живот под Турцима био је тежак јер је тада раја моралада подноси све веће и теже намете да би преживела. У то време господар села био је Емин-паша. Како из целе тада угњетаване Србије, тако су и из села стизала различита писма жалби на адресу кнеза Михајла, руског посланства у Београду, али и самог султана. Једна жалба која се односи на Турековац навела је да је турски господар сасекао 5 човека и једну жену и запалио свих 150 кућа у селу. Овим мукама додатно је допринела појава куге 1838. године, када је забележено да се из Лесковца иселило чак 10.000 људи, а са собом су повели 11.000 грла рупне стоке, 1.000 кола и 46.000 оваца. Претпоставља се да се Турековац управо у овом периоду сеоба доселио на садашњу локацију, али првобитно место села није познато.
У лесковачком крају готово да нема села које у свом атару нема потез селиште, односно место на коме се првобитно село налазило. Обично је то на неком узвишеном месту, јер се обраћала пажња на то да ли има паше за стоку. Пошто и Турековац има своје селиште, на коме су почетком прошлог века приликом обраде земљиште налажени остаци камена, цигле, црепа и другог материјала, неспорна је чињеница да је оно прво било насељено на том потесу - са леве стране Јабланице, близу цркве.
По школском извештају из 1878. године ту је постојала школа. Имала је једну велику собу у оквиру црквене куће, али без инвентара. Издржавала се од прихода цркве, рад је био "црквенски" без разреда. Долази 16 ученика из више села, а учитељ је из места са годишњом платом од 1000 гроша. Кренуо поново рад у школи 1879. године.

## Демографија
У насељу Турековац живи 1389 пунолетних становника, а просечна старост становништва износи 38,9 година (38,2 код мушкараца и 39,6 код жена). У насељу има 466 домаћинстава, а просечан број чланова по домаћинству је 3,85.
Ово насеље је углавном насељено Србима (према попису из 2002. године), а у последња три пописа, примећен је пад у броју становника.
|  |

| Демографија | Демографија | Демографија |
| Година      | Становника  | Становника  |
| ----------- | ----------- | ----------- |
| 1948.       | 1.453       |             |
| 1953.       | 1.591       |             |
| 1961.       | 1.730       |             |
| 1971.       | 1.783       |             |
| 1981.       | 1.860       |             |
| 1991.       | 1.804       | 1.790       |
| 2002.       | 1.794       | 1.825       |
| 2011.       | 1.493       |             |
| 2022.       | 1.272       |             |

| Етнички састав према попису из 2002.‍ | Етнички састав према попису из 2002.‍ | Етнички састав према попису из 2002.‍ | Етнички састав према попису из 2002.‍ | Етнички састав према попису из 2002.‍ |
| ------------------------------------ | ------------------------------------ | ------------------------------------ | ------------------------------------ | ------------------------------------ |
|                                      |                                      |                                      |                                      |                                      |
| Срби                                 | Срби                                 |                                      | 1.404                                | 78,26%                               |
| Роми                                 | Роми                                 |                                      | 385                                  | 21,46%                               |
| Македонци                            | Македонци                            |                                      | 1                                    | 0,05%                                |
| Бугари                               | Бугари                               |                                      | 1                                    | 0,05%                                |
| непознато                            | непознато                            |                                      | 2                                    | 0,11%                                |

| Година пописа     | 1948. | 1953. | 1961. | 1971. | 1981. | 1991. | 2002. |
| ----------------- | ----- | ----- | ----- | ----- | ----- | ----- | ----- |
| Број домаћинстава | 237   | 282   | 338   | 394   | 440   | 449   | 466   |

| Број чланова      | 1  | 2  | 3  | 4  | 5  | 6  | 7  | 8 | 9 | 10 и више | Просек |
| ----------------- | -- | -- | -- | -- | -- | -- | -- | - | - | --------- | ------ |
| Број домаћинстава | 64 | 76 | 67 | 80 | 70 | 70 | 31 | 5 | 0 | 3         | 3,85   |

| Пол    | Укупно | Неожењен/Неудата | Ожењен/Удата | Удовац/Удовица | Разведен/Разведена | Непознато |
| ------ | ------ | ---------------- | ------------ | -------------- | ------------------ | --------- |
| Мушки  | 733    | 197              | 467          | 58             | 10                 | 1         |
| Женски | 725    | 116              | 474          | 114            | 20                 | 1         |
| УКУПНО | 1.458  | 313              | 941          | 172            | 30                 | 2         |

| Пол    | Укупно                    | Пољопривреда, лов и шумарство | Рибарство                            | Вађење руде и камена | Прерађивачка индустрија       |
| ------ | ------------------------- | ----------------------------- | ------------------------------------ | -------------------- | ----------------------------- |
| Мушки  | 494                       | 247                           | 0                                    | 0                    | 57                            |
| Женски | 255                       | 146                           | 0                                    | 0                    | 25                            |
| УКУПНО | 749                       | 393                           | 0                                    | 0                    | 82                            |
| Пол    | Производња и снабдевање   | Грађевинарство                | Трговина                             | Хотели и ресторани   | Саобраћај, складиштење и везе |
| Мушки  | 3                         | 32                            | 95                                   | 4                    | 15                            |
| Женски | 0                         | 3                             | 46                                   | 4                    | 2                             |
| УКУПНО | 3                         | 35                            | 141                                  | 8                    | 17                            |
| Пол    | Финансијско посредовање   | Некретнине                    | Државна управа и одбрана             | Образовање           | Здравствени и социјални рад   |
| Мушки  | 1                         | 4                             | 11                                   | 10                   | 4                             |
| Женски | 2                         | 0                             | 1                                    | 8                    | 13                            |
| УКУПНО | 3                         | 4                             | 12                                   | 18                   | 17                            |
| Пол    | Остале услужне активности | Приватна домаћинства          | Екстериторијалне организације и тела | Непознато            | Непознато                     |
| Мушки  | 8                         | 0                             | 0                                    | 3                    | 3                             |
| Женски | 2                         | 0                             | 0                                    | 3                    | 3                             |
| УКУПНО | 10                        | 0                             | 0                                    | 6                    | 6                             |

## Галерија
- Црква Сабор светих апостола.
- Црква Сабор светих апостола.